# 花*花
花*花（はなはな、英語: hana*hana）は、日本の女性デュオ。1995年結成。所属芸能事務所はオフィスハナタバ合同会社で、業務提携先はサンミュージック出版。所属レコード会社はユニバーサルミュージックで、レーベルはLighthouse Music。公式ファンクラブは「花*花御膳」。

## 概要
兵庫県高砂市にある音楽学校の甲陽音楽学院（現在の神戸・甲陽音楽&ダンス専門学校）の同級生でこじまはプロミュージシャン科ヴォーカル専攻、おのはプロミュージシャン科ジャズピアノ専攻として知り合い1995年に結成。
1998年にA'zip Musicからシングル「〜こたつと毛ガニの巻〜」でインディーズデビュー。
2000年にワーナーミュージック・ジャパンからシングル「あ〜よかった（setagaya-mix）」でメジャー・デビューを果たす。
デュオ名に明確な意味はなく、女性2人だから両手に花という安直な由来で、花と花の間に花のイラストを描いたら、それが「*」とタイピングされ正式表記となる。
音楽プロデューサーは、インディーズ期はパパダイスケが単独で、メジャー後は品川知昭がプロデュースを、大野正信が補佐を担うコ・プロデュースを担当し、パパは音楽プロデュースのみ務めた。活動再開後は3名とも離れており、メンバーによるセルフプロデュース体制で活動している。
所属事務所であるA'zip Musicの親会社がクレーンゲームのぬいぐるみを作っており、工場のある中国がSARSコロナウイルスの影響で経営不振に陥ったため音楽事業の打ち切りを決定。2003年にA'zip Musicの倒産により所属事務所を失い活動休止する。
活動休止後は各々ソロで活動し2009年より新たに芸能事務所としてブラントンミュージックに、レコード会社としてインディーズのTen Point Labelに在籍し活動再開。
メジャー・デビュー20周年を迎えた2020年に心機一転、サンミュージック出版と業務提携し個人事務所であるオフィスハナタバ合同会社を設立。レコード会社をユニバーサルミュージックに移籍しベスト・アルバム『2×20』でメジャー・レーベルに復帰した。

## メンバー
| 名前         | パート | 生年月日               | 出身地       |
| ------------ | --- | ---------------------- | ------------ |
| こじまいづみ | ボーカル、コーラス、ピアノ、キーボード、オルガン、リコーダー、ブルースハープ、マトリョミン、パーカッション、作詞、作曲、編曲 | 1976年4月6日（49歳）   | 兵庫県高砂市 |
| おのまきこ   | ボーカル、コーラス、ピアノ、キーボード、ピアニカ、パーカッション、作詞、作曲、編曲                                           | 1976年11月23日（48歳） | 兵庫県高砂市 |

## 略歴
- 1995年
  - 兵庫県高砂市にある音楽学校の甲陽音楽学院（現在の神戸・甲陽音楽&ダンス専門学校）にて結成。
- 1998年
  - 11月27日：A'zip Musicからシングル「〜こたつと毛ガニの巻〜」でインディーズデビュー。
- 1999年
  - 1月22日：インディーズ2ndシングル「アドバイザー」発売。
  - 3月26日：インディーズ3rdシングル「雨の雫」発売。
  - 4月23日：インディーズ4thシングル「赤い自転車」発売。
  - 6月4日：インディーズ5thシングル「あ〜よかった」発売。自身初のオリコンチャート圏内入りを果たす。
  - 6月25日：インディーズ1stアルバム『11songs』発売。
  - 11月26日：インディーズ6thシングル「ずっと一緒に」発売。
- 2000年
  - 7月26日：ワーナーミュージック・ジャパンからシングル「あ〜よかった（setagaya-mix）」と、メジャー1stアルバム『11songs（+4）』の2作同時発売でメジャー・デビュー。シングルでは初のオリコンチャートでトップ10入りを果たす。
  - 10月25日：メジャー2ndシングル「さよなら 大好きな人」と、メジャー2ndアルバム『2 souls』を同時発売。シングルは前作に続きオリコンチャートでトップ10入り、アルバムは自身初のトップ3入りを果たす。
  - 12月31日：「あ〜よかった（setagaya-mix）」で『第51回NHK紅白歌合戦』初出場。
- 2001年
  - 『第15回日本ゴールドディスク大賞』ニュー・アーティスト・オブ・ザ・イヤー受賞。
  - 2月21日：メジャー3rdシングル「ハナムケノハナタバ」発売。
  - 5月23日：メジャー4thシングル「やっぱり!」発売。
  - 8月8日：メジャー5thシングル「愛を少し語ろう」発売。
  - 9月27日：メジャー3rdアルバム『spice』発売。
- 2002年
  - 1月1日：メジャー6thシングル「涙のチカラ」発売。
  - 7月24日：メジャー7thシングル「LONELY GIRL」発売。
  - 9月11日：ULTRA FLOWER ORCHESTRA名義で1stEP「童神」発売。
  - 9月26日：メジャー4thアルバム『リンゴとクローバー』発売。
- 2003年
  - 2月13日：メジャー1stミニ・アルバム『コモリウタ』発売。
  - 8月20日：1stベスト・アルバム『FOOT PRINT〜花*花WORKS 2000-2003』発売。
  - 活動休止。
- 2009年
  - 活動再開。
  - 12月23日：オンライン限定販売によるインディーズ2ndアルバム『ハライソ』発売。
- 2011年
  - 5月11日：2ndベスト・アルバム『ゴールデン☆ベスト シングル・コレクション』発売。
- 2013年
  - 12月23日：オンライン限定販売によるインディーズ3rdアルバム『SOGNI DE SOGNI』発売。
- 2015年
  - 8月7日：結成15周年記念をしたインディーズ1stミニ・アルバム『アンダーウェア』発売。
- 2017年
  - 5月16日：オンライン限定販売によるインディーズ4thアルバム『フォープレイ』発売。
- 2019年
  - 2月8日：1st配信限定シングル「額縁」発売。
- 2020年
  - 5月11日：ユニバーサルミュージックから3rdベスト・アルバム『2×20』でメジャーレーベルに復帰。
- 2021年
  - 6月2日：メジャー2ndミニ・アルバム『52R45』発売。
- 2024年
  - 8月7日：初のカバーアルバム『Good Song Laboratory』を発売[3]。

## 作品

### シングル
|     | 発売日         | タイトル               | 規格    | 規格品番   | オリコン | 初収録アルバム |
| --- | -------------- | ---------------------- | ------- | ---------- | -------- | -------------- |
| 1st | 1998年11月27日 | 〜こたつと毛ガニの巻〜 | 8cm CD  | AZDS-10002 | 圏外     | 11songs        |
| 2nd | 1999年1月22日  | アドバイザー           | 8cm CD  | AZDS-10005 | 圏外     | 11songs        |
| 2nd | 1999年2月5日   | アドバイザー           | 8cm CD  | AZDS-10007 | 圏外     | 11songs        |
| 3rd | 1999年3月26日  | 雨の雫                 | 8cm CD  | AZDS-10006 | 圏外     | 11songs        |
| 4th | 1999年4月23日  | 赤い自転車             | 8cm CD  | AZDS-10008 | 圏外     | 11songs        |
| 5th | 1999年6月4日   | あ〜よかった           | 12cm CD | AZCS-10005 | 91位     | 11songs        |
| 6th | 1999年11月26日 | ずっと一緒に           | 12cm CD | AZCS-10008 | 圏外     | 2 souls        |

|     | 発売日         | タイトル                     | 規格    | 規格品番   | オリコン | 初収録アルバム     |
| --- | -------------- | ---------------------------- | ------- | ---------- | -------- | ------------------ |
| 1st | 2000年7月26日  | あ〜よかった（setagaya-mix） | 12cm CD | WPCV-10078 | 5位      | 2 souls            |
| 2nd | 2000年10月25日 | さよなら 大好きな人          | 12cm CD | WPCV-10107 | 6位      | 2 souls            |
| 3rd | 2001年2月21日  | ハナムケノハナタバ           | 12cm CD | WPCV-10112 | 18位     | spice              |
| 4th | 2001年5月23日  | やっぱり!                    | 12cm CD | WPCV-10124 | 24位     | spice              |
| 5th | 2001年8月8日   | 愛を少し語ろう               | 12cm CD | WPCV-10138 | 60位     | spice              |
| 6th | 2002年1月1日   | 涙のチカラ                   | 12cm CD | WPCV-10159 | 91位     | リンゴとクローバー |
| 7th | 2002年7月24日  | LONELY GIRL                  | 12cm CD | WPCV-10194 | 96位     | リンゴとクローバー |

|     | 発売日        | タイトル | 規格    | 規格品番   | オリコン | 初収録アルバム |
| --- | ------------- | -------- | ------- | ---------- | -------- | -------------- |
| 7th | 2002年9月11日 | 童神     | 12cm CD | DLCW-10001 | 圏外     | コモリウタ     |

### 配信限定シングル
|     | 発売日        | タイトル                      | 規格                   | 収録作品 | ビルボード |
| --- | ------------- | ----------------------------- | ---------------------- | -------- | ---------- |
| 1st | 2019年2月8日  | 額縁                          | デジタル・ダウンロード | 2×20     | 圏外       |
|     | 2022年8月22日 | あ〜よかった (pal*system mix) | デジタル・ダウンロード |          |            |
|     | 2024年2月21日 | 楓                            | デジタル・ダウンロード |          |            |
|     | 2024年4月24日 | 午前0時                       | デジタル・ダウンロード |          |            |
|     | 2024年6月26日 | ニットキャップマン            | デジタル・ダウンロード |          |            |

### オリジナル・アルバム
|     | 発売日        | タイトル | 規格 | 規格品番   | オリコン |
| --- | ------------- | -------- | ---- | ---------- | -------- |
| 1st | 1999年6月25日 | 11songs  | CD   | AZCS-10006 | 圏外     |

|     | 発売日         | タイトル           | 規格 | 規格品番   | オリコン |
| --- | -------------- | ------------------ | ---- | ---------- | -------- |
| 1st | 2000年7月26日  | 11songs（+4）      | CD   | WPCV-10079 | 35位     |
| 2nd | 2000年10月25日 | 2 souls            | CD   | WPCV-10103 | 2位      |
| 3rd | 2001年9月27日  | spice              | CD   | WPCV-10147 | 24位     |
| 4th | 2002年9月26日  | リンゴとクローバー | CD   | WPCV-10197 | 99位     |

|     | 発売日         | タイトル       | 規格 | 規格品番 | オリコン |
| --- | -------------- | -------------- | ---- | -------- | -------- |
| 2nd | 2010年12月23日 | ハライソ       | CD   | TPL-8701 | -        |
| 3rd | 2013年12月23日 | SOGNI DE SOGNI | CD   | TPL-8702 | -        |
| 4th | 2017年5月16日  | フォープレイ   | CD   | TPL-8704 | -        |

### ミニ・アルバム
|     | 発売日        | タイトル   | 規格 | 規格品番   | オリコン |
| --- | ------------- | ---------- | ---- | ---------- | -------- |
| 1st | 2003年2月13日 | コモリウタ | CD   | WPCV-10208 | 72位     |

|     | 発売日       | タイトル       | 規格 | 規格品番 | オリコン |
| --- | ------------ | -------------- | ---- | -------- | -------- |
| 1st | 2015年8月7日 | アンダーウェア | CD   | TPL-8703 | 圏外     |

|     | 発売日       | タイトル | 規格 | 規格品番  | オリコン |
| --- | ------------ | -------- | ---- | --------- | -------- |
| 2nd | 2021年6月2日 | 52R45    | CD   | UPCY-7723 | 261位    |

### カバーアルバム
|     | 発売日       | タイトル             | 規格 | 規格品番  | オリコン |
| --- | ------------ | -------------------- | ---- | --------- | -------- |
| 1st | 2024年8月7日 | Good Song Laboratory | CD   | SMRH‐1001 |          |

### ベスト・アルバム
|     | 発売日        | タイトル                                 | 規格 | 規格品番                                         | オリコン |
| --- | ------------- | ---------------------------------------- | ---- | ------------------------------------------------ | -------- |
| 1st | 2003年8月20日 | FOOT PRINT〜花*花WORKS 2000-2003         | CD   | WPCL-10019                                       | 64位     |
| 1st | 2006年9月6日  | FOOT PRINT〜花*花WORKS 2000-2003         | CD   | WPCL-10348（初回生産限定スペシャル・プライス盤） | 圏外     |
| 2nd | 2011年5月11日 | ゴールデン☆ベスト シングル・コレクション | CD   | WPCL-10948                                       | 圏外     |

|     | 発売日        | タイトル | 規格 | 規格品番                | オリコン |
| --- | ------------- | -------- | ---- | ----------------------- | -------- |
| 3rd | 2020年5月27日 | 2×20     | 2CD  | UPCY-7670（初回仕様盤） | 164位    |

### 映像作品
|     | 発売日        | タイトル                                  | 規格 | 規格品番 |
| --- | ------------- | ----------------------------------------- | ---- | -------- |
| 1st | 2018年6月22日 | hana*hana Live Road Movie [tour for pray] | DVD  | TPL-8706 |

### 参加作品
| 発売日         | 作品タイトル                                                   | アーティスト名   | 収録曲                                   |
| -------------- | -------------------------------------------------------------- | ---------------- | ---------------------------------------- |
| 2000年11月18日 | NHKみんなのうた/小さな手紙                                     | サウンドトラック | 赤い自転車                               |
| 2002年5月22日  | LOST in LOVE                                                   | オムニバス       | さよなら 大好きな人                      |
| 2002年8月7日   | 爆転シュート ベイブレード THE MOVIE オリジナルサウンドトラック | サウンドトラック | ポロポロ                                 |
| 2002年12月11日 | SUNDAY BOX ドラマソング・コレクション                          | テレビ主題歌     | さよなら 大好きな人                      |
| 2002年12月18日 | YOU〜love ballad best                                          | オムニバス       | さよなら 大好きな人                      |
| 2003年8月27日  | OKINAWAN SLOW MUSIC ぬちぐすい                                 | オムニバス       | 童神                                     |
| 2003年9月25日  | みんなのうた 音楽集                                            | サウンドトラック | 涙のチカラ                               |
| 2004年6月2日   | 琉球的哀華Ⅲ                                                    | オムニバス       | 童神 (in the room Ver.)                  |
| 2004年6月2日   | Eternal Love〜for Marriage〜                                   | オムニバス       | あ〜よかった                             |
| 2004年8月4日   | NHKスポーツ・テーマ ベスト・コレクション                       | テレビ主題歌     | 涙のチカラ                               |
| 2004年9月22日  | Heartful Songs                                                 | オムニバス       | あ〜よかった -setagaya mix-              |
| 2004年10月20日 | ピアノバラッド                                                 | オムニバス       | さよなら 大好きな人                      |
| 2004年12月15日 | DRAMANIA SECOND SEASON                                         | テレビ主題歌     | さよなら 大好きな人                      |
| 2005年3月30日  | 世界ウルルン滞在記 テーマソングス                              | オムニバス       | ハナムケノハナタバ                       |
| 2005年10月26日 | 恋につまずいたら。                                             | オムニバス       | さよなら 大好きな人                      |
| 2006年3月29日  | Fleur yuchiku selection                                        | オムニバス       | あ〜よかった                             |
| 2006年9月21日  | 涙                                                             | オムニバス       | さよなら 大好きな人                      |
| 2007年6月20日  | PURE LOVE                                                      | オムニバス       | さよなら 大好きな人                      |
| 2008年7月23日  | SMILE!ごっつ!ひっつ!                                           | オムニバス       | あ〜よかった                             |
| 2009年6月3日   | あーあなたに出逢えてよかった feat. 花*花                       | Kanade           | あーあなたに出逢えてよかった feat. 花*花 |
| 2009年10月7日  | きみのミカタ                                                   | オムニバス       | あーあなたに出逢えてよかった feat. 花*花 |
| 2009年11月11日 | 響 〜echoes〜                                                  | Kanade           | あーあなたに出逢えてよかった feat. 花*花 |
| 2009年11月25日 | I Love You J-Ballads                                           | オムニバス       | さよなら 大好きな人                      |
| 2010年4月28日  | HOLIDAY tunes ～おでかけモード                                 | オムニバス       | あ〜よかった -setagaya mix-              |
| 2010年6月2日   | Tears なみだコンピ                                             | オムニバス       | さよなら 大好きな人                      |
| 2010年8月25日  | A-40 Happy Bridal Songs!! ～ウェディングメモリーをもう1度～    | オムニバス       | あ〜よかった -setagaya mix-              |
| 2010年10月6日  | ラヴ・ソングス〜悲しくて〜                                     | オムニバス       | さよなら 大好きな人                      |
| 2012年8月8日   | A40 メランコリック ラブソングスⅡ                               | オムニバス       | さよなら 大好きな人                      |
| 2012年8月22日  | クライマックス・ラヴストーリー〜第2章〜                        | オムニバス       | さよなら 大好きな人                      |
| 2012年10月3日  | しあわせのうた                                                 | オムニバス       | あ〜よかった -setagaya mix-              |
| 2013年5月22日  | テッパン-90’s J-POP-                                           | オムニバス       | あ〜よかった -setagaya mix-              |
| 2013年10月2日  | A40 ほんわかハッピーソング                                     | オムニバス       | あ〜よかった -setagaya mix-              |
| 2013年12月25日 | クライマックスTV&CMヒッツ                                      | オムニバス       | ハナムケノハナタバ                       |
| 2014年4月16日  | 歌姫クロニクル〜1985-2000〜                                    | オムニバス       | さよなら 大好きな人                      |
| 2014年7月23日  | LINDBERG TRIBUTE～みんなのリンドバーグ～                       | オムニバス       | LOOKING FOR A RAINBOW                    |
| 2015年8月19日  | オールスター・ベスト〜女性ヴォーカル〜                         | オムニバス       | さよなら 大好きな人                      |
| 2016年6月8日   | A40 ハッピー ラブソングス                                      | オムニバス       | ずっと一緒に                             |
| 2017年8月9日   | ラブとポップ 〜好きだった人を思い出す歌がある〜 mixed by DJ和  | DJ和             | さよなら 大好きな人                      |
| 2017年9月13日  | 確かにあの涙は恋だった。                                       | オムニバス       | さよなら 大好きな人                      |
| 2018年2月14日  | イズミカワソラトリビュートアルバム「タイムカプセル」           | オムニバス       | ロケットで                               |
| 2019年2月6日   | A40 ハッピー ラブソングス 2                                    | オムニバス       | あ〜よかった -setagaya mix-              |
| 2019年4月24日  | エガオとナミダ 〜あなたに寄り添う、優しい歌〜                  | オムニバス       | あ〜よかった -setagaya mix-              |
| 2019年8月21日  | こんな夜にはアイのウタ〜愛燦燦・もらい泣き〜                   | オムニバス       | さよなら 大好きな人                      |
| 2019年12月4日  | センチメンタルデイズ ～アノ頃、夕暮れ、帰り道～                | オムニバス       | さよなら 大好きな人                      |
| 2020年9月30日  | #エール～365日をつなぐうた～                                   | オムニバス       | あ〜よかった -setagaya mix-              |
| 2021年3月10日  | 確かに忘れられない恋だった。                                   | オムニバス       | さよなら 大好きな人                      |
| 2022年2月16日  | LOVE ～もういちど好きになってもいいですか?〜 mixed by DJ和     | オムニバス       | あ〜よかった -setagaya mix-              |

## タイアップ一覧
| 年     | 楽曲                        | タイアップ先                                                                                   |
| ------ | --------------------------- | ---------------------------------------------------------------------------------------------- |
| 1999年 | 赤い自転車                  | NHK『みんなのうた』1999年4月,5月度放送曲                                                       |
| 1999年 | ずっと一緒に                | MBS系情報番組『ちちんぷいぷい』エンディングテーマ                                              |
| 1999年 | ひざまくら                  | グンゼ『CFA100』CMソング                                                                       |
| 2000年 | あ〜よかった -setagaya mix- | 日本テレビ系列トークバラエティ番組『ダウンタウンDX』エンディングテーマ                         |
| 2000年 | さよなら 大好きな人         | TBS系列東芝日曜劇場『オヤジぃ。』主題歌                                                        |
| 2000年 | 愛する人よ                  | ネスレ日本『ネスカフェモーメント』CMソング                                                     |
| 2001年 | ハナムケノハナタバ          | TBS系列紀行ドキュメンタリー番組『世界ウルルン滞在記』2001年1月-3月度エンディングテーマ         |
| 2001年 | やっぱり!                   | ロッテ冷凍『スイカバー』CMソング                                                               |
| 2001年 | やっぱり!                   | TBS系列ドラマ30『コンビにまりあ』主題歌                                                        |
| 2001年 | 愛を少し語ろう              | TBS系列教養クイズ番組『日立 世界・ふしぎ発見!』2001年7月-9月度エンディングテーマ               |
| 2002年 | 涙のチカラ                  | NHK『みんなのうた』2002年2月,3月度放送曲                                                       |
| 2002年 | 涙のチカラ                  | NHK総合スポーツニュース番組『サタデースポーツ』エンディングテーマ                              |
| 2002年 | 涙のチカラ                  | NHK総合スポーツニュース番組『サンデースポーツ』エンディングテーマ                              |
| 2002年 | 涙のチカラ                  | NHK総合スポーツ中継番組『全国女子駅伝』イメージソング                                          |
| 2002年 | ポロポロ                    | 東宝配給アニメ映画『爆転シュート ベイブレード THE MOVIE 激闘!!タカオVS大地』エンディングテーマ |
| 2002年 | 童神                        | 今帰仁酒造『美しき古里』CMソング                                                               |
| 2003年 | 朱い馬                      | NHK総合テレビジョン金曜時代劇枠ドラマ『人情とどけます〜江戸娘飛脚〜』エンディングテーマ        |
| 2003年 | 風の花                      | テレビ朝日系アニメ『魔法遣いに大切なこと』オープニングテーマ                                   |
| 2015年 | 僕の大事な人                | 舞台『音楽朗読劇「ヘブンズ・レコード～青空篇～」』テーマソング                                 |
| 2017年 | まだ愛してる                | 舞台『午前5時47分の時計台』テーマソング                                                        |
| 2019年 | 額縁                        | 日本出版販売配給映画『かぞくわり』主題歌                                                       |
| 2021年 | 茜空テールランプ            | NHKラジオ第1放送『ラジオ深夜便』2021年6月,7月度深夜便のうた                                    |

## 出演

### NHK紅白歌合戦
| 年度/放送回               | 出演回数 | 披露楽曲                    | 出演順/出場者数 | 対戦相手 |
| ------------------------- | -------- | --------------------------- | --------------- | -------- |
| 2000年（平成12年）/第51回 | 初       | あ〜よかった -setagaya mix- | 05/28           | 19       |

### テレビ
| タイトル                                  | 放送局                 | 放送日時              |
| ----------------------------------------- | ---------------------- | --------------------- |
| ミュージックステーション                  | テレビ朝日系列         | 2000年8月25日         |
| ミュージックステーション                  | テレビ朝日系列         | 2000年11月10日        |
| ミュージックステーションスーパーライブ    | テレビ朝日系列         | 2000年12月29日        |
| ミュージックステーション                  | テレビ朝日系列         | 2001年2月23日         |
| ミュージックステーション                  | テレビ朝日系列         | 2001年5月25日         |
| 情報スタジアム 4時!キャッチ               | サンテレビ             | 2018年4月 - 2020年3月 |
| ちちんぷいぷい                            | 毎日放送               | 2018年6月15日         |
| おやかまっさん                            | KBS京都                | 2018年9月7日          |
| おじゃまっテレ ワイド&ニュース            | 福井放送               | 2018年9月21日         |
| 日テレ系音楽の祭典 ベストアーティスト2019 | 日本テレビ系列         | 2019年11月27日        |
| 哀歌（エレジー）人生どん底で聴いた曲      | 朝日放送テレビ         | 2020年1月2日          |
| うたコン                                  | NHK総合                | 2020年2月25日         |
| CDTVライブ!ライブ!スペシャル特別編        | TBS系列                | 2020年4月27日         |
| 月〜金お昼のソングショー ひるソン!        | テレビ東京             | 2020年5月18日         |
| 情報スタジアム 4時!キャッチ               | サンテレビ             | 2020年5月29日         |
| ちちんぷいぷい                            | 毎日放送               | 2020年6月4日          |
| NHKのどじまん                             | NHK総合・ラジオ第1・FM | 2024年3月3日          |

### ラジオ
| タイトル                                         | 放送局       | 放送日時       |
| ------------------------------------------------ | ------------ | -------------- |
| アフター6ジャンクション                          | TBSラジオ    | 2018年6月8日   |
| 森下仁丹 presents バイオRadio!                   | Kiss FM KOBE | 2018年7月7日   |
| THE MAGNIFICENT FRIDAY                           | FM COCOLO    | 2018年9月7日   |
| 午後はとことん よろず屋ラジオ                    | 福井放送     | 2018年9月21日  |
| 田代さや佳のMirache Music Triangle               | ラジオ関西   | 2018年12月3日  |
| 田代さや佳のMirache Music Triangle               | ラジオ関西   | 2018年12月10日 |
| 田代さや佳のMirache Music Triangle               | ラジオ関西   | 2018年12月17日 |
| 桑原あずさのas life                              | ラジオ大阪   | 2019年1月26日  |
| 桑原あずさのas life                              | ラジオ大阪   | 2019年2月2日   |
| CHUMMY TRAIN                                     | α-STATION    | 2019年6月14日  |
| Marché Coucou                                    | エフエム大阪 | 2019年6月20日  |
| Be Fresh!                                        | エフエムキタ | 2019年6月20日  |
| Kiss MUSIC PRESENTER                             | Kiss FM KOBE | 2019年6月20日  |
| 中外製薬プレゼンツ 坂本梨紗のヘルシー・メルシー! | ニッポン放送 | 2019年9月15日  |
| Daiwa Sakura Aid Jusqu’a MIDNIGHT STROLL         | FM COCOLO    | 2020年3月27日  |
| LOVE FLAP                                        | エフエム大阪 | 2020年5月25日  |
| 上泉雄一の週末もええなぁ!                        | MBSラジオ    | 2020年5月30日  |
| Miracle!!                                        | ベイエフエム | 2020年6月2日   |
| KISS & SMILE                                     | ベイエフエム | 2020年6月5日   |

## 受賞
- 『第15回日本ゴールドディスク大賞』ニュー・アーティスト・オブ・ザ・イヤー[8]